# Большеигнатовское сельское поселение
Большеигнатовское се́льское поселе́ние — муниципальное образование в Большеигнатовском районе Мордовии Российской Федерации.
Административный центр — село Большое Игнатово.

## История
Статус и границы сельского поселения установлены Законом Республики Мордовия от 1 декабря 2004 года № 96-З «Об установлении границ муниципальных образований Большеигнатовского муниципального района, Большеигнатовского муниципального района и наделении их статусом сельского поселения и муниципального района».

## Население
| 2002  | 2010  | 2012  | 2013  | 2014  | 2015  | 2016  |
| ----- | ----- | ----- | ----- | ----- | ----- | ----- |
| 3144  | ↘3127 | ↘3047 | ↘2989 | ↘2941 | ↘2928 | ↘2865 |
| 2017  | 2018  | 2019  | 2020  | 2021  |       |       |
| ↘2837 | ↘2758 | ↘2681 | ↘2631 | ↗2910 |       |       |

## Состав сельского поселения
| № | Населённый пункт | Тип населённого пункта       | Население |
| - | ---------------- | ---------------------------- | --------- |
| 1 | Большое Игнатово | село, административный центр | ↗2842     |
| 2 | Ташто Кшуманця   | деревня                      | ↘285      |